# Felicia Stancil
Felicia Stancil (nascida em 18 de maio de 1995) é uma ciclista estadunidense. Especializada em ciclismo BMX, Stancil competiu nos Jogos Pan-Americanos de 2015.